# Bunić (plemstvo)
Bunić (lat. de Bona), dubrovačka plemićka obitelj i ujedno jedna od najstarijih europskih plemićkih obitelji, koja se u izvorima spominje od 1023. godine. Članovi obitelji obnašali su istaknute službe u gradskoj upravi, a među članovima bilo je i istaknutih književnika (Ivan Bunić Vučić).

## Podrijetlo prezimena, postojbina obitelji i njezin rodonačelnik
Bunići su najstarija plemićka obitelj u Dubrovniku; spominju se 1023. u darovnici, koju je izdala Republika Benediktincima, kad je darovala 
 otok Lokrum. Ujedno su jedna od najstarijih plemićkih obitelji u Europi. Otkuda je obitelj prije tisuću godina došla u Dubrovnik, nije do danas potpuno razjašnjeno. Jedni znanstvenici misle da je obitelj došla iz središnje Njemačke preko Italije, a drugi, kao Sergio Bertelli u knjizi Trittico, Lucca, Ragusa, Boston, misli da su „Bona originali di Puglia“ (Bunići potječu iz Puglie).
Ne treba isključiti ni mogućnost da su Bunići, s obzirom na ugled i položaj koji su imali, od početka spominjanja Raguse – Dubrovnika, bili izravni potomci prastanovnika Epidaurusa. Ta rimska kolonija uništena je najezdom slavenskih plemena 614. godine. Jedan dio stanovništva osnovao je Raguzu, a drugi se nastanio u Cavtatu – koji je poznat i po starom nazivu Ragusavecchia.
Prema trećoj verziji, to praplemstvo franačkog je podrijetla, spomenuto u Dubrovniku već u 9. stoljeću. Bunići su se službeno zvali i Bona, Boni i Bonam, po domaći Bunić, a neki su se Bone zvali Vučićević i Babulinović.
Neki drugi znanstvenici ovu dubrovačku obitelj povezuju s kotorskom obitelji Bona i tvrde da potječu od roda Bisti iz 13. stoljeća, a da su obiteljsko ime dobili po Boni, ženi Sergiusa de Bisti. Bona je bila kći Grubeše Gundulića. Ako je ta tvrdnja točna, onda je to rijedak primjer matronimika u nas.
Svi plemići u Dubrovniku bili su istoga ranga. Razlika između dubrovačkog plemstva i ostalog plemstva Hrvatske jest u tome da je dubrovačko plemstvo bilo autonomno i nije se miješalo s plemstvom ili pukom iz ostalih krajeva, te je upravljalo Republikom, a ostalo plemstvo u Hrvatskoj nije bilo takvo. Iz redova plemstva biran je knez, koji je bio na dužnosti samo jedan mjesec, a za to vrijeme nije smio napustiti knežev dvor niti imati veze s obitelji, da ne bi postao vlastodržac.
Moto upravljanja Dubrovačkom Republikom bio je:  ZABORAVITE PRIVATNO, BRINITE O OPĆEM DOBRU.

## Genealogija
Obitelj Bunić bila je u srodstvu skoro sa svim plemićkim obiteljima Dubrovnika: Bobaljević, Božidarević, Getaldić, Gučetić, Menčetić, Pucić, Prokulić (Prugljević), Saračić, Sorkočević itd. Tako je Ivanu Gunduliću (Giovanni Gondola) majka potjecala iz obitelji Bunić. Do nedavno se u crkvi „Male Braće“ nalazila kapelica sa spomen-pločom s dva grba i dvostrukim imenom Gundulić i Bunić.
Niz je znamenitih Dubrovčana iz porodice Bunić. O znamenitosti i slavi članova ove obitelji, koja je dala mnoge poznate prvake Dubrovačke Republike, mogle bi se napisati knjige, ali ovdje će se spomenuti kronološki samo najistaknutije.
Marin, sin Sergija, i Marinovi sinovi Sergije, Ivan i Luka, kao i mnogi članovi te obitelji, ali i svih ostalih plemićkih obitelji u Dubrovniku, za cijelo vrijeme Republike, bavili su se trgovinom, bili su brodovlasnici i zemljoposjednici, ali i aktivno su sudjelovali u javnom životu Dubrovnika. Trgovalo se s kontinentalnim zaleđem do Ugarske, a morem po cijelom Sredozemlju.
Političko djelovanje obitelji i općenito dubrovačkih plemića pokazuju već u 14. stoljeću Marin, Lukin sin, koji je bio poslanik na Uroševu dvoru u Srbiji, a brat mu Ivan kod ugarskohrvatskoga kralja Ludovika I., odnosno kasnije u pregovorima s Vojislavom u Kotoru. Njih dvojica, zajedno s braćom Mihom i Sergijem, pored javnog djelovanja, bili su i vrlo bogati trgovci, napose srebrom, olovom, solju (vlasnici su Stonske solane), žitom i dr. Izgradili su dvije kule, na putu u Gruž i na ušću Dubrovačke rijeke, te palaču u Dubrovniku.
Mihini sinovi Luka i Marin zapisani su između 1363. – 1417. da su se, pored trgovine, koju su proširili uz papinu dozvolu i na muslimanske zemlje, bavili politikom. Luka je posredovao između hrvatsko-ugarsko kraljice Marije (i majke joj Elizabete) i Đenovežana. Bio je dva puta i dubrovački knez. Brat Marin bio je poslanik kod Elizabete, ali i kod kralja Žigmunda u Budimu. 
Marinov sin Župan (do 1464.) posebno se istaknuo kao graditelj utvrda i 1444., kad je kao admiral s kršćanskom flotom ratnih galija sprečavao prijelaz turskih pomoćnih četa iz Azije u Europu. Gradio je utvrde u Župi dubrovačkoj i oko Stona. Bio je i sudac u Dubrovniku i jednom knez. U obitelji postoji njegov portret iz 17. stoljeća s natpisom »ammiraglio«.
Županov je unuk Marin (do 1540.) bio latinski pjesnik, djela mu nisu sačuvana, ali se posredno o njemu zna iz dokumenta o povjesničaru i pjesniku iz obitelji Crijević. 
Marinov sin Luka (spominje se između 1399. i 1430.) opet je u diplomaciji i dvorjanin na dvoru kralja Žigmunda. 
Nije on jedini na ugarskomu dvoru. Tamo je nešto kasnije bio tajni savjetnik Matijaša Korvina Serafin (Dubrovnik, 1440. –Dubrovnik, 1485.), teološki pisac, profesor i doktor teologije na Sveučilištu u Padovi (1468.) kasnije i u Budimu gdje po kraljevoj zamisli stvarao nukleus tamošnjega sveučilišta. Sačuvan je podatak da je Serafin, latinski Serafinus de Bona, 1463. godine spasio integritet Dubrovnika, kad je turski sultan poslao ultimatum Dubrovniku da Turskoj preda sav svoj teritorij do zidina Grada. Dubrovnik je bio u vojnom pogledu u inferiornom stanju i u panici nije uspio naći najbolje rješenje, sve dok mladi Serafin nije iznio prijedlog odgovora Sultanu ... « ako Sultan insistira na svom zahtjevu, Grad Dubrovnik će otvoriti svoje kapije i stacionirati ugarsku vojsku». Sultanu to nije bilo u interesu i odustao je od svog zahtjeva. No Dubrovačka Republika Turskoj je prodala područje oko Neuma, koje je i 1945. pripalo BiH. Postavlja se pitanje kako bi danas izgledala južna hrvatska granica da nije bilo genijalnog Serafina. Serafin je istovremeno bio istaknuti diplomat, teolog, profesor u Perugi, Sieni i Rimu, ali i savjetnik kardinala Caraffea.
U drugoj polovici 15. stoljeća važan diplomat Republike bio je Jakov (umro 1484.). On je bio poslanik kod Hunyadija u Ugarskoj ali i u Srbiji kod despota Đurđa Vukovića, a bio je i opunomoćenik Republike za danak sultanu. Bio je angažiran i u međunarodnoj diplomaciji između sultana Mehmeda II. i Serrenisime te i u carinskoj službi Porte.
Njegov brat Ilija (umro 1489.) bio je poslanik u Vatikanu i kod kralja obih Sicilija Ferdinanda I.
Jakov (1469. – 18. svibnja 1534.) Ilijin je sin. Studirao je u Dubrovniku, Padovi i Bologni. Bio je pjesnik i osobit poznavalac grčke i latinske književnosti, poklisar Dubrovačke Republike kod Sv. Stolice za pape Lava X., kojemu je posvetio svoje pjesme. Djela su mu tiskana u Rimu 1526. Najpoznatije djelo mu je „De vita et gestio Christi“, pisano na latinskom jeziku. Kao i svi ugledni građani Dubrovnika, bez obzira na svoje literarne preokupacije, bavio se i trgovinom u Europi, na istoku napose u Egiptu, ali i politikom. Bio je pet puta biran za kneza, pet je puta bio u poslanstvima Republike, bio je odvjetnik imovine i općine te knez Stona i Šipana kao član Malog vijeća. Oženio je 1496. Mariju Crijević te su imali dva sina i kćer.
Tradiciju dobrih odnosa s Egiptom nastavio je Jeronim, koji je tamo bio vicekonzul, isposlovavši beneficije za dubrovačku trgovinu. 
Pomorsku tradiciju obitelji nastavio je Miho kad je 1517. vodi dubrovačku flotilu protiv Španjolca Bobadile – inače gusara Sredozemlja. 
Tri člana obitelji nastavila su diplomatsku tradiciju. Jeronim (Hieronymus) bio je poslanik Republike u Beču, - car mu 9. rujna 1535. dodijelio titulu Reichritter, (Knights of the Empire), prastare udruge slobodnoga plemstva Svetog Rimskog Carstva. Matija je konzul u Bariju 1584., a Nikola u Londonu 1590. 
Potkraj 16. stoljeća i u 17. stoljeću ističe se u obitelji više literata čak dvije pjesnikinje Julija i Nada te Ivan (1523. – 1584.) Stijepo i Vlaho. Najvažniji je ipak bio Ivan (DŽIVO) (1592. – 6. 3. 1658.), nazvan stariji, otmjeni pjesnik i pravnik. Pisao je najviše hrvatski. Njegova je Mandalina pokornica prvi put je tiskana 1630., a drugi put u Ankoni 1638., te 1705. u Veneciji. Napisao je zatim „Plandovanja“, mnoge nekrologe i pobožne pjesme. Umro je 1658., a pisao se i Vučić. Pored pjesništva bavio se i javnim radom. Bio je prvo kaštelan, privatni i javni bilježnik, sudac, član carinarnice, apelacije, providur, član Vijeća umoljenih, Malog vijeća te pet puta knez.
Miho Bunić Babulinov (1541. – 1617.), pisao je pjesme na hrvatskom, latinskom i talijanskom te prevodio antičke autore.
Ivan, nazvan mlađi, u književnosti bio je učenik kardinala Tolomeja. Bavio se pjesništvom, glazbom i plesom, prevodio je komedije s francuskog na hrvatski, a poznata je njegova verzija Marcialovih epigrama. Umro je 1712. Posebna figura u obitelji, u 17. stoljeću bio je Nikola (Nikolica) (Dubrovnik 1635. – Silistrija Bugarska 16. 8. 1678.),  nazvan „Ocem domovine“. Proslavio se u obnovi Dubrovnika nakon kobnoga potresa 1667. Član je odbora dvanaestorice koja je preuzela svu vlast u kritičnom razdoblju. Član je Dubrovačkog senata, koji mu je odao i javno priznanje na mramornoj ploči u dvorani Velikog vijeća, što je iznimno priznanje. Član je Malog vijeća i tri je puta biran za kneza. Pisao je, najviše hrvatski, povijesna i zemljopisna djela. Bavio se i pjesništvom, a značajno je i njegovo „Rodoslovlje obitelji Bona“. Bio je poslan izbaviti iz sužanjstva dubrovačkog poklisara Marina Gozzea (Gučetića). Umro je mučeničkom smrću u tamnici, kamo ga bacio veliki vezir Kara Mustafa, poznati vojskovođa, koji je 1683. neuspješno opsjedao Beč. Kopija njegova portreta u Dubrovačkom je muzeju.
Jerolim Franjo Bunić bio je upravitelj trebinjske biskupije i pjesnik.
Frano, XVI. koljeno plemenitaške obitelji Bunić, bio je austrijski časnik; ratovao je po Italiji, Belgiji i Ugarskoj, pod zapovjedništvom vojskovođe princa Eugena Savojskog. Osobito je pridonio pobjedi pri zauzimanju strateški važnog utvrđenja Kalemegdana - Beograda 1717., kojom je prilikom i poginuo. Poljski kralj August III., 12. travnja 1754. dodijelio je njegovom sinu Luki i unuku Mihi (XVIII. koljeno obitelji Bona) naslov markiza u nasljedstvo, a u diplomi se spominju vojne zasluge Frana. 
Luka je bio pravnik i pisac. Pisao je hrvatski i latinski, ali bio je i prevodilac. Preveo je više djela s latinskoga, španjolskoga i talijanskoga. Umro je 1778.
Nakon dodjele titule markiza obitelj se dijeli na dvije grane: plemićku i granu koja nosi titulu markiza. Istoimena obitelj Bunić u Kotoru je puno ranije izumrla. Iz kotorske grane potječe pjesnik latinist Ivan Bolica (1520. – 1572.).

## Viši naslov i potvrda plemstva i naslova
August III., knez-izbornik Saske i kralj Poljske, dodijelio je 12. 4. 1754. Mihi, plemiću dubrovačkom i sinu mu Luki i njegovim zakonitim potomcima naslov markiza. Indigenat (erdeljski) dobio je 31. studenog 1840. markiz Luka Bona.
Sinovi markiza Mihe de Bona (* 1827. - † 1890.) i supruge mu Marije pl. Natalić jesu Luko Bona (* 1863. - † 1940.) i Mauricije (* 1867. - † 1930).
Luka, stariji brat Mauricija, bio je prvo notar, pa zatim dugogodišnji gradonačelnik Dubrovnika te je pridonio uvođenju tramvaja i razvoju Grada. Njegovi su sinovi Nikola, Miše, Ivo i Frane.
Mauricije je bio austrougarski pukovniki, službovao je u Grazu. Supruga mu je Ernesta Babarovich. Njihovi su sinovi Miho i Ernest.
Miho je diplomirani inženjer elektrotehnike, a supruga mu je Margita Kozma. Markiz Miho de Bona Rodolfo i Adriana njihova su djeca.
Rodolfo je doktor znanosti. Oženjen je za Mariju Živković, te imaju dvije kćeri Anamariju i Yvonne.

## Plemićka grana potvrđena u Austriji
Potvrdu staroga plemstva od Austrije dobio je 10. kolovoza 1817. i Marino (*1770.), i žena Marija pl. Saracca. 
Njihov je sin Eduard (*1816.).
Eduardov je sin Marin (*1858.-†1937.), a žena Ivana Rubricius. Njihova su djeca: Eduard, general i dr. Ivo (žena Olga Parkan) te unuci Rene i Marin. Ta grana nosi naslov conte radi učtivosti.
Pukovnik Eduard de Bona bio je zapovjednik Domobranskoga konjaničkoga sklopa 1944. u Travniku. Partizani su opkolili Travnik i zatražili od njega da se preda. Odgovor je glasio  »Hrvatski časnici i vojnici se ne predaju nikada; oni se bore, a kad treba, oni umiru za svoju Domovinu!«. Posmrtno je promaknut u čin generala i odlikovan Velikom zlatnom kolajnom za hrabrost, s naslovom viteza, te je prozvan - vitez Zrinski od Travnika.
Grb je plemićke grane isti, samo je kruna drukčija.